# Tharrhalea
Tharrhalea là một chi nhện trong họ Thomisidae.